# Mas d'Huguet
El Mas d'Huguet és un mas situat al municipi de Conesa, a la comarca catalana de la Conca de Barberà.